# Евчук, Юрий
Юрий Евчук (род. Будапешт, Венгрия) — украинский и российский оперный певец, бас. Бывший солист Киевского Академического театра оперы и балета для детей и юношества (2008—2011). Солист Академии молодых оперных певцов Мариинского театра (с 2011). Лауреат и дипломант национальных и международных конкурсов.

## Биография
Родился в городе Будапешт (Венгрия).
В 2004 году окончил вокальный факультет Черновицкого музыкального училища имени С. Воробкевича.
В 2008—2011 годах был солистом Киевского Академического театра оперы и балета для детей и юношества.
В 2009 году окончил вокальный факультет Национальной музыкальной академии Украины имени П. И. Чайковского.
С 2011 года является солистом Академии молодых оперных певцов Мариинского театра.
В 2012 и 2013 годах участвовал в фестивалях «В гостях у Ларисы Гергиевой».
Ведёт активную концертную деятельность. Выступал с гастролями в Венгрии, Германии, Израиле, Италии, Китае, Польше, Финляндии, Франции, Швейцарии, Эстонии.
Певческий голос — бас.

## Работы в театре
| Название спектакля               | Роль                               | Театр              |
| -------------------------------- | ---------------------------------- | ------------------ |
| «Сорочинская ярмарка»            | Черевик                            | Мариинский театр   |
| «Псковитянка»                    | Бомелий                            | Мариинский театр   |
| «Оранго»                         | Бас                                | Мариинский театр   |
| «Овод» (концертное исполнение)   | Кардинал Лоренцо Монтанелли        | Мариинский театр   |
| «В бурю» (концертное исполнение) | Фрол Баев                          | Мариинский театр   |
| «Джанни Скикки»                  | Маэстро Спинелоччо                 | Мариинский театр   |
| «Моя прекрасная леди»            | Кокни (дворецкий мистера Хиггинса) | Мариинский театр   |
| «Самсон и Далила»                | Второй филимистянин                | Мариинский театр   |
| «Борис Годунов»                  | Варлаам и Пимен                    | Мариинский театр   |
| «Алеко»                          | Старый цыган                       | Мариинский театр   |
| «Евгений Онегин»                 | Князь Гремин                       | Мариинский театр   |
| «Ночь перед Рождеством»          | Чуб                                | Мариинский театр   |
| «Садко»                          | Варяжский гость                    | Мариинский театр   |
| «Иоланта»                        | Король Рене                        | Мариинский театр   |
| «Сказка о царе Салтане»          | Салтан и скоморох                  | Мариинский театр   |
| «Кащей бессмертный»              | Буря ветра                         | Мариинский театр   |
| «Царская невеста»                | Малюта Скуратов                    | Мариинский театр   |
| «Риголетто»                      | Монтероне                          | Мариинский театр   |
| «Травиата»                       | Доктор Гринвиль                    | Мариинский театр   |
| «Фауст»                          | Вагнер                             | Мариинский театр   |
| «Агриппина»                      | Юпитер                             | Мариинский театр   |
| «Федора»                         | Греча                              | Мариинский театр   |
| «Тамара и Давид»                 | Гагелли                            | Мариинский театр   |
| «Жемчужина Адальмины»            | Король                             | Мариинский театр   |
| «Волшебная музыка»               | Министр                            | Мариинский театр   |
| «Запорожец за Дунаем»            | Имам                               | Мариинский театр   |
| «Заколдованный чумак»            | Злюк                               | Мариинский театр   |
| «Стойкий оловянный солдатик»     | Лошадка                            | Мариинский театр   |
| «Горе от ума»                    | Фамусов                            | Мариинский театр   |
| «Лоскутик и Облако»              | Барбацуца                          | Мариинский театр   |
| «Душа Петербурга»                | Кухарка                            | Мариинский театр   |
| «Маски»                          | Сева                               | оперный веб-сериал |

## Критика
Оперный обозреватель Александр Матусевич, рецензируя оперу «Агриппина» в постановке Северо-Осетинского театра оперы и балета, показанную 11 марта 2013 года на сцене Российского молодёжного театра в рамках проекта «Маска plus» фестиваля «Золотая маска», критически отметил пение Юрия Евчука, заметив, что тот, исполняя партию Юпитера, хуже всех справлялся с генделевским колоратурным пением, интонировал почему-то в какой-то разухабистой манере и совсем неточно. Рассказывая для «Новой газеты» о той же постановке, но показанной уже в феврале 2015 года в Краснодаре в рамках II фестиваля оперного искусства, Александр Матусевич отнёс исполненную Юрием Евчуком вокальную партию Юпитера к числу интересно исполненных.

## Премии
- 2006 — гран-при Всеукраинского конкурса «Новые имена» (Киев, Украина)[1][2].
- 2011 — гран-при ХI Международного фестиваля-конкурса «Балатон-Искусство-Молодость» (Венгрия)[1][2].
- 2012 — I премия в номинации «Классический романс» и специальная премия имени Бориса Штоколова (совместно с Ангелиной Бычковой) конкурса «Весна романса» (Санкт-Петербург, Россия)[1][2][9].
- 2012 — диплом I Всероссийского конкурса молодых вокалистов имени В. Я. Шебалина (Омск, Россия)[1][2].
- 2013 — II премия и диплом «За лучшее исполнение произведения из репертуара М. Михайлова» III Международного конкурса им. М. Михайлова (Калуга, Россия)[1][2].
- 2014 — I премия и звание Лауреата I Международного конкурса молодых оперных певцов «Опера без границ» (Краснодар, Россия)[1][2][10].